# 费尔廷斯竞技场
费尔廷斯竞技场（德語：Veltins-Arena）是一座位於德國蓋爾森基興的足球場，球場原名沙尔克竞技场（Arena AufSchalke，又常被音译为傲赴沙尔克竞技场），2005年7月1日將球場的命名權給予著名的德國啤酒廠费尔廷斯。於2001年落成揭幕，屬於德國甲組足球聯賽球隊史浩克04的主場球場。在2006年世界杯足球赛期間將稱為「蓋爾森基興世界盃球場」（FIFA WM-Stadion Gelsenkirchen），將作四場分組賽及一場八強淘汰賽的比賽場地，同時亦為歐洲足協的五星級足球場。2003-04賽季的歐洲冠軍杯決賽在此舉行。
沙尔克04原來的公园体育场在90年代開始展現老舊，當球隊在1997年歷史性首奪歐洲足協杯及2004年的百年會慶，球隊決定興建一座全新的多功能運動場，於1998年与德國的建築公司HBM簽定價值1億8,600萬歐元的承建合約。新球場位於花園體育場鄰近地區，但地盤地底800米為兩個煤礦礦井，避免影響球場結構而被迫將球場從最佳的南-北座向改為西南-東北向使球場與礦井平行。
維爾廷斯球場舉行聯賽時容量為61,481人（包括座席及立席），國際賽轉為全座席的容量為53,993人。72個行政廂房一整圈圍繞球場，分隔上下兩層看台。球場設有可開關鐵氟龍塗佈的玻璃纖維頂蓋，利用球場上24個鋼鐵支架支撐，除可擋雨及雪外，當舉行演唱會時可將向外聲音減低105分貝。草坪上方25米懸掛四面大屏幕，每面為35平方米。與日本的札幌巨蛋及荷蘭的加爾勒球場相同，草坪可在四小時內移出球場供舉行演唱會等用途。

## 圖集

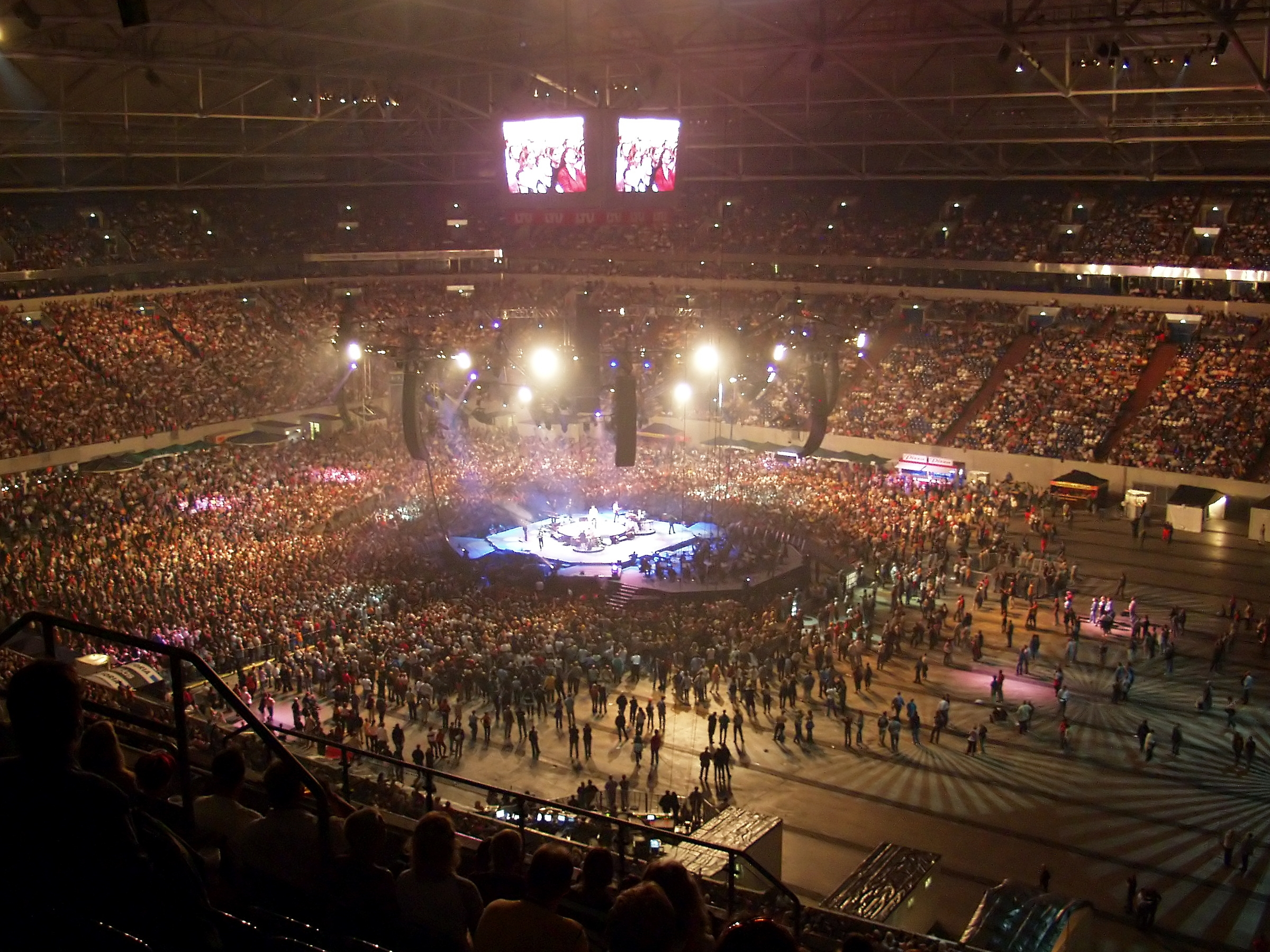
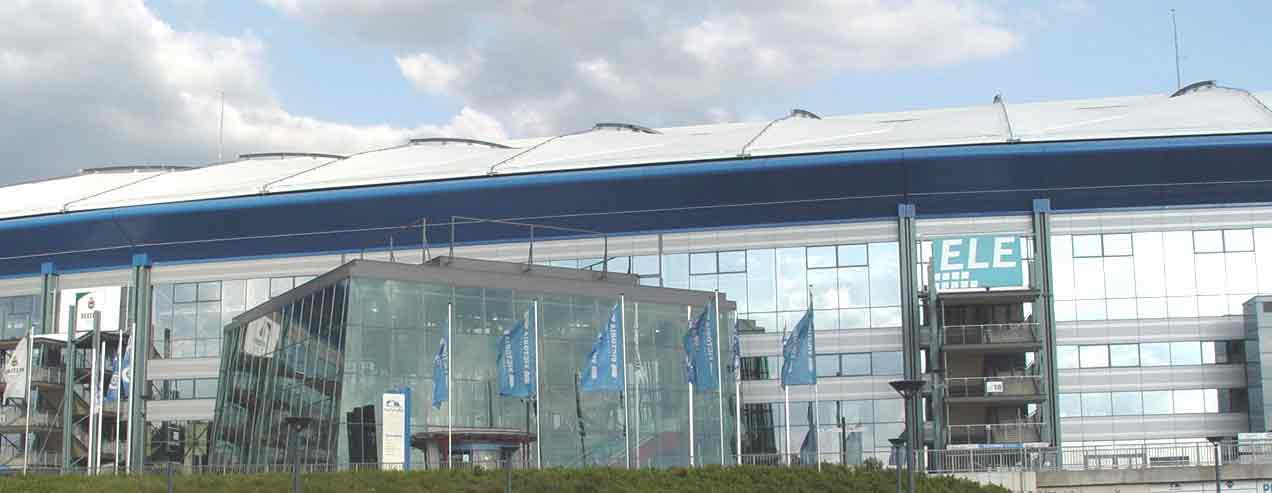
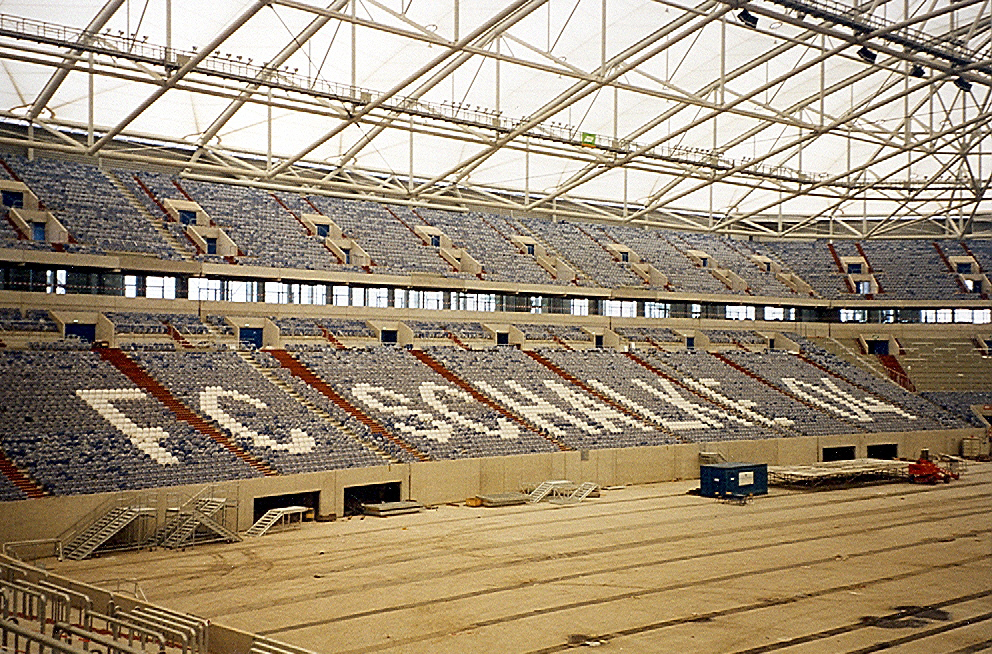

## 外部連結
- 維爾廷斯球場官方網站
- BBC世界盃球場：蓋爾森基興 （页面存档备份，存于）